# Campeonato Mundial de Taekwondo de 1995
El XII Campeonato Mundial de Taekwondo se realizó en Manila (Filipinas) entre el 17 y el 21 de noviembre de 1995 bajo la organización de la Federación Mundial de Taekwondo (WTF) y la Asociación Filipina de Taekwondo.
En el evento tomaron parte 598 atletas de 77 delegaciones nacionales.

## Medallistas

### Masculino
| Evento | Oro                          | Plata                            | Bronce                                                      |
| ------ | ---------------------------- | -------------------------------- | ----------------------------------------------------------- |
| –50 kg | Chin Seung-Tae Corea del Sur | Roberto Cruz Filipinas           | Mohamed al-Hamed · Jordania · Carlos Chamorro · Suecia      |
| –54 kg | Cihat Kutluca Turquía        | Seyed Mehrdad Rokni Irán         | Rubén Palafox · México · Gergely Salim · Hungría            |
| –58 kg | Chang Dae-Soon Corea del Sur | Gabriel Esparza Pérez · España   | Huang Chih-Hsiung China Taipéi Tran Quang Ha Vietnam        |
| –64 kg | Kim Byong-Uk Corea del Sur   | Clayton Barber Estados Unidos    | Biyan Moghanloo · Irán · Claudio Nolano · Italia            |
| –70 kg | Aziz Acharki · Alemania      | Roberto Estrada Garibay · México | Fariborz Asjari · Irán · David Gonzales · Suecia            |
| –76 kg | José Jesús Márquez · España  | Jean López Estados Unidos        | Nico Davis · Suecia · Liu Tsu-Len · China Taipéi            |
| –83 kg | Lee Dong-Wan Corea del Sur   | Ulysses Marcelino Filipinas      | Mikaël Meloul Francia Zoran Prerad Yugoslavia               |
| +83 kg | Kim Je-Kyoung Corea del Sur  | Pascal Gentil Francia            | Massimiliano Romano · Italia · Lúcio Freitas Silva · Brasil |

### Femenino
| Evento | Oro                            | Plata                            | Bronce                                                     |
| ------ | ------------------------------ | -------------------------------- | ---------------------------------------------------------- |
| –43 kg | Huang Chiu-Chin China Taipéi   | Yang So-Hee Corea del Sur        | Cristina Atzeni · Italia · Coral Falco · España            |
| –47 kg | Hamide Bıkçın Tosun Turquía    | Monika Sprengel · Alemania       | Lin Tran Thy My Vietnam Betsy Ortiz Puerto Rico            |
| –51 kg | Won Sun-Jin Corea del Sur      | Michelle Thompson Estados Unidos | Minako Hatakeyama Japón Wu Shan-Chen China Taipéi          |
| –55 kg | Lee Seung-Min Corea del Sur    | Leonildes Santos · Brasil        | Nuray Deliktaş Turquía Janet Glasman Estados Unidos        |
| –60 kg | Park Kyung-Suk Corea del Sur   | Vanina Sánchez Berón Argentina   | Miet Filipović · Croacia · Marlene Ramírez Monroy · México |
| –65 kg | Cho Hyang-Mi Corea del Sur     | Hsu Chih-Ling China Taipéi       | Dana Martin Estados Unidos İnci Taşyürek Turquía           |
| –70 kg | Ireane Ruiz Arévalo · España   | Park Sun-Mi Corea del Sur        | Heidy Juárez · Guatemala · Mónica del Real Jaime · México  |
| +70 kg | Jung Myoung-Sook Corea del Sur | Yolanda García · España          | Huang Hsiao-Ying · China Taipéi · Nataša Vezmar · Croacia  |

## Medallero
| Núm. | País           | Oro | Plata | Bronce | Total |
| ---- | -------------- | --- | ----- | ------ | ----- |
| 1    | Corea del Sur  | 10  | 2     | 0      | 13    |
| 2    | España         | 2   | 2     | 1      | 5     |
| 3    | Turquía        | 2   | 0     | 2      | 4     |
| 4    | China Taipéi   | 1   | 1     | 4      | 6     |
| 5    | Alemania       | 1   | 1     | 0      | 2     |
| 6    | Estados Unidos | 0   | 3     | 2      | 5     |
| 7    | Filipinas      | 0   | 2     | 0      | 2     |
| 8    | México         | 0   | 1     | 3      | 4     |
| 9    | Irán           | 0   | 1     | 2      | 3     |
| 10   | Brasil         | 0   | 1     | 1      | 2     |
| 10   | Francia        | 0   | 1     | 1      | 2     |
| 12   | Argentina      | 0   | 1     | 0      | 1     |
| 13   | Italia         | 0   | 0     | 3      | 3     |
| 13   | Suecia         | 0   | 0     | 3      | 3     |
| 15   | Croacia        | 0   | 0     | 2      | 2     |
| 15   | Vietnam        | 0   | 0     | 2      | 2     |
| 17   | Guatemala      | 0   | 0     | 1      | 1     |
| 17   | Hungría        | 0   | 0     | 1      | 1     |
| 17   | Japón          | 0   | 0     | 1      | 1     |
| 17   | Jordania       | 0   | 0     | 1      | 1     |
| 17   | Puerto Rico    | 0   | 0     | 1      | 1     |
| 17   | Yugoslavia     | 0   | 0     | 1      | 1     |
|      | TOTAL          | 16  | 16    | 32     | 64    |